# Список астероїдів (9201—9300)
| Назва                               | Тимчасове позначення | Дата відкриття    | Місце відкриття                | Відкривач                                              |
| ----------------------------------- | -------------------- | ----------------- | ------------------------------ | ------------------------------------------------------ |
| (9201) 1993 FU39                    | 1993 FU39            | 19 березня 1993   | Обсерваторія Ла-Сілья          | UESAC                                                  |
| (9202) 1993 PB                      | 1993 PB              | 13 серпня 1993    | Обсерваторія Кітт-Пік          | Spacewatch                                             |
| 9203 Міртус (Myrtus)                | 1993 TM16            | 9 жовтня 1993     | Обсерваторія Ла-Сілья          | Ерік Вальтер Ельст                                     |
| 9204 Мьоріке (Morike)               | 1994 PZ1             | 4 серпня 1994     | Обсерваторія Карла Шварцшильда | Ф. Бернґен                                             |
| 9205 Еддіволлі (Eddywally)          | 1994 PO9             | 10 серпня 1994    | Обсерваторія Ла-Сілья          | Ерік Вальтер Ельст                                     |
| 9206 Янайкейдзо (Yanaikeizo)        | 1994 RQ              | 1 вересня 1994    | Обсерваторія Кітамі            | Кін Ендате, Кадзуро Ватанабе                           |
| 9207 Петерсміт (Petersmith)         | 1994 SF12            | 29 вересня 1994   | Обсерваторія Кітт-Пік          | Spacewatch                                             |
| 9208 Таканотосі (Takanotoshi)       | 1994 TX2             | 2 жовтня 1994     | Обсерваторія Кітамі            | Кін Ендате, Кадзуро Ватанабе                           |
| (9209) 1994 UK1                     | 1994 UK1             | 25 жовтня 1994    | Обсерваторія Кушіро            | Сейджі Уеда, Хіроші Канеда                             |
| (9210) 1995 BW2                     | 1995 BW2             | 27 січня 1995     | Обсерваторія Кушіро            | Сейджі Уеда, Хіроші Канеда                             |
| 9211 Ніс (Neese)                    | 1995 SB27            | 19 вересня 1995   | Обсерваторія Кітт-Пік          | Spacewatch                                             |
| 9212 Канамару (Kanamaru)            | 1995 UR3             | 20 жовтня 1995    | Обсерваторія Оїдзумі           | Такао Кобаяші                                          |
| (9213) 1995 UX5                     | 1995 UX5             | 21 жовтня 1995    | Обсерваторія Кушіро            | Сейджі Уеда, Хіроші Канеда                             |
| (9214) 1995 UC6                     | 1995 UC6             | 21 жовтня 1995    | Обсерваторія Кушіро            | Сейджі Уеда, Хіроші Канеда                             |
| 9215 Таййоното (Taiyonoto)          | 1995 UB45            | 28 жовтня 1995    | Обсерваторія Кітамі            | Кін Ендате, Кадзуро Ватанабе                           |
| 9216 Масузава (Masuzawa)            | 1995 VS              | 1 листопада 1995  | Обсерваторія Кійосато          | Сатору Отомо                                           |
| 9217 Кітагава (Kitagawa)            | 1995 WN              | 16 листопада 1995 | Обсерваторія Оїдзумі           | Такао Кобаяші                                          |
| 9218 Ісікадзуо (Ishiikazuo)         | 1995 WV2             | 20 листопада 1995 | Обсерваторія Оїдзумі           | Такао Кобаяші                                          |
| (9219) 1995 WO8                     | 1995 WO8             | 18 листопада 1995 | Обсерваторія Наті-Кацуура      | Йошісада Шімідзу, Такеші Урата                         |
| 9220 Йосідаяма (Yoshidayama)        | 1995 XL1             | 15 грудня 1995    | Обсерваторія Оїдзумі           | Такао Кобаяші                                          |
| (9221) 1995 XP2                     | 1995 XP2             | 2 грудня 1995     | Станція Сінлун                 | SCAP                                                   |
| 9222 Чубей (Chubey)                 | 1995 YM              | 19 грудня 1995    | Обсерваторія Оїдзумі           | Такао Кобаяші                                          |
| 9223 Лейфандерссон (Leifandersson)  | 1995 YY7             | 18 грудня 1995    | Обсерваторія Кітт-Пік          | Spacewatch                                             |
| 9224 Железний (Zelezny)             | 1996 AE              | 10 січня 1996     | Обсерваторія Клеть             | Мілош Тіхі, Зденек Моравец                             |
| 9225 Дайкі (Daiki)                  | 1996 AU              | 10 січня 1996     | Обсерваторія Оїдзумі           | Такао Кобаяші                                          |
| 9226 Арімахіросі (Arimahiroshi)     | 1996 AB1             | 12 січня 1996     | Обсерваторія Оїдзумі           | Такао Кобаяші                                          |
| 9227 Ashida                         | 1996 BO2             | 26 січня 1996     | Обсерваторія Оїдзумі           | Такао Кобаяші                                          |
| 9228 Nakahiroshi                    | 1996 CG1             | 11 лютого 1996    | Обсерваторія Оїдзумі           | Такао Кобаяші                                          |
| 9229 Мацуда (Matsuda)               | 1996 DJ1             | 20 лютого 1996    | Обсерваторія Кітамі            | Кін Ендате, Кадзуро Ватанабе                           |
| 9230 Ясуда (Yasuda)                 | 1996 YY2             | 29 грудня 1996    | Обсерваторія Тітібу            | Наото Сато                                             |
| 9231 Shimaken                       | 1997 BB2             | 29 січня 1997     | Обсерваторія Оїдзумі           | Такао Кобаяші                                          |
| 9232 Міретті (Miretti)              | 1997 BG8             | 31 січня 1997     | П'яноро                        | Вітторіо Ґоретті                                       |
| 9233 Itagijun                       | 1997 CC1             | 1 лютого 1997     | Обсерваторія Оїдзумі           | Такао Кобаяші                                          |
| 9234 Matsumototaku                  | 1997 CH4             | 3 лютого 1997     | Обсерваторія Оїдзумі           | Такао Кобаяші                                          |
| 9235 Сіманамікайдо (Shimanamikaido) | 1997 CT21            | 9 лютого 1997     | Обсерваторія Кума Коґен        | Акімаса Накамура                                       |
| 9236 Obermair                       | 1997 EV32            | 12 березня 1997   | Лінц                           | Е. Мейєр                                               |
| (9237) 1997 GY7                     | 1997 GY7             | 2 квітня 1997     | Сокорро (Нью-Мексико)          | LINEAR                                                 |
| 9238 Явапай (Yavapai)               | 1997 HO2             | 28 квітня 1997    | Прескоттська обсерваторія      | Пол Комба                                              |
| 9239 ван Рібек (van Riebeeck)       | 1997 JP15            | 3 травня 1997     | Обсерваторія Ла-Сілья          | Ерік Вальтер Ельст                                     |
| 9240 Нассау (Nassau)                | 1997 KR3             | 31 травня 1997    | Обсерваторія Кітт-Пік          | Spacewatch                                             |
| 9241 Роузфранклін (Rosfranklin)     | 1997 PE6             | 10 серпня 1997    | Обсерваторія Ріді-Крик         | Джон Бротон                                            |
| 9242 Олеа (Olea)                    | 1998 CS3             | 6 лютого 1998     | Обсерваторія Ла-Сілья          | Ерік Вальтер Ельст                                     |
| (9243) 1998 FF68                    | 1998 FF68            | 20 березня 1998   | Сокорро (Нью-Мексико)          | LINEAR                                                 |
| 9244 Вишнян (Visnjan)               | 1998 HV7             | 21 квітня 1998    | Вішнянська обсерваторія        | Корадо Корлевіч, Петар Радован                         |
| (9245) 1998 HF101                   | 1998 HF101           | 21 квітня 1998    | Сокорро (Нью-Мексико)          | LINEAR                                                 |
| 9246 Німейєр (Niemeyer)             | 1998 HB149           | 25 квітня 1998    | Обсерваторія Ла-Сілья          | Ерік Вальтер Ельст                                     |
| (9247) 1998 MO19                    | 1998 MO19            | 23 червня 1998    | Сокорро (Нью-Мексико)          | LINEAR                                                 |
| 9248 Зауер (Sauer)                  | 4593 P-L             | 24 вересня 1960   | Паломарська обсерваторія       | К. Й. ван Гаутен, І. ван Гаутен-Ґроневельд, Т. Герельс |
| 9249 Єн (Yen)                       | 4606 P-L             | 24 вересня 1960   | Паломарська обсерваторія       | К. Й. ван Гаутен, І. ван Гаутен-Ґроневельд, Т. Герельс |
| 9250 Чемберлін (Chamberlin)         | 4643 P-L             | 24 вересня 1960   | Паломарська обсерваторія       | К. Й. ван Гаутен, І. ван Гаутен-Ґроневельд, Т. Герельс |
| 9251 Харч (Harch)                   | 4896 P-L             | 26 вересня 1960   | Паломарська обсерваторія       | К. Й. ван Гаутен, І. ван Гаутен-Ґроневельд, Т. Герельс |
| 9252 Ґоддард (Goddard)              | 9058 P-L             | 17 жовтня 1960    | Паломарська обсерваторія       | К. Й. ван Гаутен, І. ван Гаутен-Ґроневельд, Т. Герельс |
| 9253 Оберт (Oberth)                 | 1171 T-1             | 25 березня 1971   | Паломарська обсерваторія       | К. Й. ван Гаутен, І. ван Гаутен-Ґроневельд, Т. Герельс |
| 9254 Сюнкай (Shunkai)               | 2151 T-1             | 25 березня 1971   | Паломарська обсерваторія       | К. Й. ван Гаутен, І. ван Гаутен-Ґроневельд, Т. Герельс |
| 9255 Іноутадатака (Inoutadataka)    | 3174 T-1             | 26 березня 1971   | Паломарська обсерваторія       | К. Й. ван Гаутен, І. ван Гаутен-Ґроневельд, Т. Герельс |
| 9256 Цукамото (Tsukamoto)           | 1324 T-2             | 29 вересня 1973   | Паломарська обсерваторія       | К. Й. ван Гаутен, І. ван Гаутен-Ґроневельд, Т. Герельс |
| 9257 Кунісуке (Kunisuke)            | 1552 T-2             | 24 вересня 1973   | Паломарська обсерваторія       | К. Й. ван Гаутен, І. ван Гаутен-Ґроневельд, Т. Герельс |
| 9258 Джонполджонс (Johnpauljones)   | 2137 T-2             | 29 вересня 1973   | Паломарська обсерваторія       | К. Й. ван Гаутен, І. ван Гаутен-Ґроневельд, Т. Герельс |
| 9259 Янванпарадіс (Janvanparadijs)  | 2189 T-2             | 29 вересня 1973   | Паломарська обсерваторія       | К. Й. ван Гаутен, І. ван Гаутен-Ґроневельд, Т. Герельс |
| 9260 Едвардолсон (Edwardolson)      | 1953 TA1             | 8 жовтня 1953     | Обсерваторія Ґете Лінка        | Університет Індіани                                    |
| 9261 Пеггітомсон (Peggythomson)     | 1953 TD1             | 8 жовтня 1953     | Обсерваторія Ґете Лінка        | Університет Індіани                                    |
| 9262 Бордовіцина (Bordovitsyna)     | 1973 RF              | 6 вересня 1973    | КрАО                           | Смирнова Тамара Михайлівна                             |
| 9263 Харитон (Khariton)             | 1976 SX5             | 24 вересня 1976   | КрАО                           | Черних Микола Степанович                               |
| (9264) 1978 OQ                      | 1978 OQ              | 28 липня 1978     | Пертська обсерваторія          | Пертська обсерваторія                                  |
| 9265 Екман (Ekman)                  | 1978 RC9             | 2 вересня 1978    | Обсерваторія Ла-Сілья          | Клаес-Інґвар Лаґерквіст                                |
| 9266 Холґер (Holger)                | 1978 RD10            | 2 вересня 1978    | Обсерваторія Ла-Сілья          | Клаес-Інґвар Лаґерквіст                                |
| 9267 Локрум (Lokrume)               | 1978 RL10            | 2 вересня 1978    | Обсерваторія Ла-Сілья          | Клаес-Інґвар Лаґерквіст                                |
| (9268) 1978 VZ2                     | 1978 VZ2             | 7 листопада 1978  | Паломарська обсерваторія       | Е. Гелін, Ш. Дж. Бас                                   |
| (9269) 1978 VW6                     | 1978 VW6             | 7 листопада 1978  | Паломарська обсерваторія       | Е. Гелін, Ш. Дж. Бас                                   |
| (9270) 1978 VO8                     | 1978 VO8             | 7 листопада 1978  | Паломарська обсерваторія       | Е. Гелін, Ш. Дж. Бас                                   |
| (9271) 1978 VT8                     | 1978 VT8             | 7 листопада 1978  | Паломарська обсерваторія       | Е. Гелін, Ш. Дж. Бас                                   |
| 9272 Ліселяє (Liseleje)             | 1979 KQ              | 19 травня 1979    | Обсерваторія Ла-Сілья          | Річард Вест                                            |
| 9273 Шлерб (Schloerb)               | 1979 QW3             | 22 серпня 1979    | Обсерваторія Ла-Сілья          | Клаес-Інґвар Лаґерквіст                                |
| 9274 Еміловелл (Amylovell)          | 1980 FF3             | 16 березня 1980   | Обсерваторія Ла-Сілья          | Клаес-Інґвар Лаґерквіст                                |
| 9275 Перссон (Persson)              | 1980 FS3             | 16 березня 1980   | Обсерваторія Ла-Сілья          | Клаес-Інґвар Лаґерквіст                                |
| (9276) 1980 RB8                     | 1980 RB8             | 13 вересня 1980   | Паломарська обсерваторія       | Ш. Дж. Бас                                             |
| 9277 Тоґаші (Togashi)               | 1980 TT3             | 9 жовтня 1980     | Паломарська обсерваторія       | Керолін Шумейкер, Юджин Шумейкер                       |
| (9278) 1981 EM1                     | 1981 EM1             | 7 березня 1981    | Обсерваторія Ла-Сілья          | Анрі Дебеонь, Джованні де Санктіс                      |
| (9279) 1981 EY12                    | 1981 EY12            | 1 березня 1981    | Обсерваторія Сайдинг-Спрінг    | Ш. Дж. Бас                                             |
| (9280) 1981 EQ14                    | 1981 EQ14            | 1 березня 1981    | Обсерваторія Сайдинг-Спрінг    | Ш. Дж. Бас                                             |
| (9281) 1981 EJ15                    | 1981 EJ15            | 1 березня 1981    | Обсерваторія Сайдинг-Спрінг    | Ш. Дж. Бас                                             |
| (9282) 1981 EP16                    | 1981 EP16            | 6 березня 1981    | Обсерваторія Сайдинг-Спрінг    | Ш. Дж. Бас                                             |
| (9283) 1981 EY17                    | 1981 EY17            | 2 березня 1981    | Обсерваторія Сайдинг-Спрінг    | Ш. Дж. Бас                                             |
| (9284) 1981 ED24                    | 1981 ED24            | 7 березня 1981    | Обсерваторія Сайдинг-Спрінг    | Ш. Дж. Бас                                             |
| (9285) 1981 EL24                    | 1981 EL24            | 2 березня 1981    | Обсерваторія Сайдинг-Спрінг    | Ш. Дж. Бас                                             |
| (9286) 1981 ED35                    | 1981 ED35            | 2 березня 1981    | Обсерваторія Сайдинг-Спрінг    | Ш. Дж. Бас                                             |
| (9287) 1981 ER43                    | 1981 ER43            | 6 березня 1981    | Обсерваторія Сайдинг-Спрінг    | Ш. Дж. Бас                                             |
| (9288) 1981 EV46                    | 1981 EV46            | 2 березня 1981    | Обсерваторія Сайдинг-Спрінг    | Ш. Дж. Бас                                             |
| 9289 Балау (Balau)                  | 1981 QR3             | 26 серпня 1981    | Обсерваторія Ла-Сілья          | А. Дебеонь                                             |
| (9290) 1981 TT                      | 1981 TT              | 6 жовтня 1981     | Обсерваторія Клеть             | Зденька Ваврова                                        |
| 9291 Аланбурдік (Alanburdick)       | 1982 QO              | 17 серпня 1982    | Гарвардська обсерваторія       | Обсерваторія Ок-Ридж                                   |
| (9292) 1982 UE2                     | 1982 UE2             | 16 жовтня 1982    | Обсерваторія Клеть             | Антонін Мркос                                          |
| 9293 Камогата (Kamogata)            | 1982 XQ1             | 13 грудня 1982    | Обсерваторія Кісо              | Хірокі Косаї, Кіїтіро Фурукава                         |
| (9294) 1983 EV                      | 1983 EV              | 10 березня 1983   | Станція Андерсон-Меса          | Еван Барр                                              |
| 9295 Доналдянґ (Donaldyoung)        | 1983 RT1             | 2 вересня 1983    | Станція Андерсон-Меса          | Едвард Бовелл                                          |
| (9296) 1983 RB2                     | 1983 RB2             | 5 вересня 1983    | Обсерваторія Клеть             | Зденька Ваврова                                        |
| 9297 Марчук (Marchuk)               | 1984 MP              | 25 червня 1984    | КрАО                           | Смирнова Тамара Михайлівна                             |
| 9298 Ґеаке (Geake)                  | 1985 JM              | 15 травня 1985    | Станція Андерсон-Меса          | Едвард Бовелл                                          |
| 9299 Вінчетері (Vinceteri)          | 1985 JG2             | 13 травня 1985    | Паломарська обсерваторія       | Керолін Шумейкер, Юджин Шумейкер                       |
| 9300 Йоханнес (Johannes)            | 1985 PS              | 14 серпня 1985    | Станція Андерсон-Меса          | Едвард Бовелл                                          |

| Астероїди 1—10000 → |           |           |           |           |           |           |           |           |            |
| 1—100               | 1001—1100 | 2001—2100 | 3001—3100 | 4001—4100 | 5001—5100 | 6001—6100 | 7001—7100 | 8001—8100 | 9001—9100  |
| 101—200             | 1101—1200 | 2101—2200 | 3101—3200 | 4101—4200 | 5101—5200 | 6101—6200 | 7101—7200 | 8101—8200 | 9101—9200  |
| 201—300             | 1201—1300 | 2201—2300 | 3201—3300 | 4201—4300 | 5201—5300 | 6201—6300 | 7201—7300 | 8201—8300 | 9201—9300  |
| 301—400             | 1301—1400 | 2301—2400 | 3301—3400 | 4301—4400 | 5301—5400 | 6301—6400 | 7301—7400 | 8301—8400 | 9301—9400  |
| 401—500             | 1401—1500 | 2401—2500 | 3401—3500 | 4401—4500 | 5401—5500 | 6401—6500 | 7401—7500 | 8401—8500 | 9401—9500  |
| 501—600             | 1501—1600 | 2501—2600 | 3501—3600 | 4501—4600 | 5501—5600 | 6501—6600 | 7501—7600 | 8501—8600 | 9501—9600  |
| 601—700             | 1601—1700 | 2601—2700 | 3601—3700 | 4601—4700 | 5601—5700 | 6601—6700 | 7601—7700 | 8601—8700 | 9601—9700  |
| 701—800             | 1701—1800 | 2701—2800 | 3701—3800 | 4701—4800 | 5701—5800 | 6701—6800 | 7701—7800 | 8701—8800 | 9701—9800  |
| 801—900             | 1801—1900 | 2801—2900 | 3801—3900 | 4801—4900 | 5801—5900 | 6801—6900 | 7801—7900 | 8801—8900 | 9801—9900  |
| 901—1000            | 1901—2000 | 2901—3000 | 3901—4000 | 4901—5000 | 5901—6000 | 6901—7000 | 7901—8000 | 8901—9000 | 9901—10000 |